# Cili Ciala, il mago
Cili Ciala, il mago (Csilicsala bácsi) è una serie di film ungheresi per l'infanzia prodotti nel 1969 e trasmessi dalla RAI per la prima volta nel gennaio del 1972.
La serie, tratta da una serie di racconti per ragazzi, era diretta da György Palásthy con Antal Páger nei panni del mago.
Attori: Ferenc Laluya, Krisztián Kovács, Gábor Agárdy, Judit Toth, Hilda Gobbi, Antal Páger.
Soggetto di Sándor Török, Eszter Tóth.
Musica di Ferenc Lovas.
Regia di György Palásthy.
Distr. Hungaro Film-Budapest

## Soggetto
Gyuszi, un ragazzino, chiede al mago Cili Ciala (Csilicsala bácsi) di esaudire un suo desiderio. Il mago, dopo alcuni avvertimenti, esaudisce effettivamente il desiderio, e il superficiale ragazzino si trova nei guai fino al collo, finché non chiede al mago di annullare il desiderio.

## Episodi
Cili Ciala, il mago: 
- Il cavallo parlante (“A varázsló”, 1969). Il ragazzino desidera un cavallo, ma vive in un appartamento troppo piccolo, così desidera anche che l'appartamento divenga più grande, provocando una piccola apocalisse condominiale.
- Il robot. Il ragazzino chiede un robot identico a lui che vada a scuola e faccia i compiti al suo posto.
- L’omino di neve